# Heinrich Schwieger-Uelzen
Heinrich Schwieger-Uelzen, eigentlich Heinrich Schwieger (* 12. Februar 1902 in Uelzen; † 1976 in Flakenholz (Aerzen) bei Hameln), war ein deutscher Graphiker und Maler.
Heinrich Schwieger arbeitete zunächst als Sparkassenangestellter. Nach dem Besuch der Kunstschule in Hamburg und der Werkkunstschule in Hannover war er ab 1927 als Graphiker am Niedersächsischen Landesmuseum Hannover angestellt. Für den Prähistoriker Ernst Sprockhoff (1892–1967) nahm er über viele Jahrzehnte die Megalithgräber Deutschlands zeichnerisch auf.
Als Künstler gehörte er zu den Mitbegründern des Bundesverband Bildender Künstlerinnen und Künstler in Hannover.
Verheiratet war er mit Eva Schwieger-von Alten, die ebenfalls als Künstlerin tätig war.
Nach ihm ist der Heinrich-Schwieger-Weg in Uelzen benannt.